# Fabrizio Convalle
Fabrizio Convalle (Carrara, 11 aprile 1965) è un ex ciclista su strada italiano.
Professionista dal 1989 al 1993, conta la vittoria di una tappa al Giro d'Italia.

## Carriera
Ottenne una sola vittoria da professionista, la quinta tappa del Giro d'Italia 1990, da Sora a Teramo. Ottenne un secondo posto di tappa e il terzo posto nella generale al Giro di Puglia del 1989. Partecipò a tre edizioni del Giro d'Italia.

## Palmarès
- 1987 (dilettanti)

Gran Premio di Montanino
- 1988 (dilettanti)

Memorial Giampaolo Bardelli
Targa del Centenario
- 1990

5ª tappa Giro d'Italia (Sora > Teramo)

## Piazzamenti

### Grandi Giri
- Giro d'Italia

1990: 135º
1991: ritirato (13ª tappa)
1992: 117º

### Classiche monumento
- Milano-Sanremo

1990: 74º